# Liste der deutschen Abgeordneten zum EU-Parlament (1994–1999)
Die Liste der deutschen Abgeordneten zum EU-Parlament (1994–1999) listet alle deutschen Mitglieder des 4. Europäischen Parlaments nach der Europawahl in Deutschland 1994.

## Mandatsstärke der Parteien zum Ende der Wahlperiode
- SPE: 40
- Grüne: 12
- EVP: 47

| Nationale Partei                                  | Mandate | Fraktion                                               |
| ------------------------------------------------- | ------- | ------------------------------------------------------ |
| Christlich Demokratische Union Deutschlands (CDU) | 39      | Fraktion der Europäischen Volkspartei (EVP)            |
| Christlich-Soziale Union (CSU)                    | 08      | Fraktion der Europäischen Volkspartei (EVP)            |
| Sozialdemokratische Partei Deutschlands (SPD)     | 40      | Fraktion der Sozialdemokratischen Partei Europas (SPE) |
| Bündnis 90/Die Grünen (Grüne)                     | 12      | Fraktion Die Grünen                                    |
| SUMME                                             | 99      |                                                        |

## Abgeordnete
| Bild | Name                                   | Lebens- daten | Wahlkreis              | Partei | Fraktion | Kommentar                                               |
| ---- | -------------------------------------- | ------------- | ---------------------- | ------ | -------- | ------------------------------------------------------- |
|      | Otto Bardong                           | 1935–2003     | Rheinland-Pfalz        | CDU    | EVP      |                                                         |
|      | Rolf Berend                            | 1943          | Thüringen              | CDU    | EVP      |                                                         |
|      | Undine von Blottnitz                   | 1936–2001     | Bundesgebiet           | Grüne  | Grüne    |                                                         |
|      | Reimer Böge                            | 1951          | Schleswig-Holstein     | CDU    | EVP      |                                                         |
|      | Gerhard Botz                           | 1955          | Bundesgebiet           | SPD    | SPE      |                                                         |
|      | Hiltrud Breyer                         | 1957          | Bundesgebiet           | Grüne  | Grüne    |                                                         |
|      | Elmar Brok                             | 1946          | Nordrhein-Westfalen    | CDU    | EVP      |                                                         |
|      | Ozan Ceyhun                            | 1960          | Bundesgebiet           | Grüne  | Grüne    | Am 23. November 1998 für Claudia Roth nachgerückt       |
|      | Daniel Cohn-Bendit                     | 1945          | Bundesgebiet           | Grüne  | Grüne    |                                                         |
|      | Dietrich Elchlepp                      | 1938          | Bundesgebiet           | SPD    | SPE      | Am 6. Februar 1996 für Heinke Salisch nachgerückt       |
|      | Markus Ferber                          | 1965          | Bayern                 | CSU    | EVP      |                                                         |
|      | Karl-Heinz Florenz                     | 1947          | Nordrhein-Westfalen    | CDU    | EVP      |                                                         |
|      | Ingo Friedrich                         | 1942          | Bayern                 | CSU    | EVP      |                                                         |
|      | Honor Funk                             | 1930–2022     | Baden-Württemberg      | CDU    | EVP      |                                                         |
|      | Michael Gahler                         | 1960          | Hessen                 | CDU    | EVP      | Am 23. April 1999 für Marlies Mosiek-Urbahn nachgerückt |
|      | Evelyne Gebhardt                       | 1954          | Bundesgebiet           | SPD    | SPE      |                                                         |
|      | Norbert Glante                         | 1952          | Bundesgebiet           | SPD    | SPE      |                                                         |
|      | Anne-Karin Glase                       | 1954          | Brandenburg            | CDU    | EVP      |                                                         |
|      | Lutz Goepel                            | 1942          | Sachsen                | CDU    | EVP      |                                                         |
|      | Alfred Gomolka                         | 1942–2020     | Mecklenburg-Vorpommern | CDU    | EVP      |                                                         |
|      | Willi Görlach                          | 1940          | Bundesgebiet           | SPD    | SPE      |                                                         |
|      | Friedrich-Wilhelm Graefe zu Baringdorf | 1942          | Bundesgebiet           | Grüne  | Grüne    |                                                         |
|      | Lissy Gröner                           | 1954–2019     | Bundesgebiet           | SPD    | SPE      |                                                         |
|      | Maren Günther                          | 1931          | Bayern                 | CSU    | EVP      |                                                         |
|      | Otto von Habsburg                      | 1912–2011     | Bayern                 | CSU    | EVP      |                                                         |
|      | Klaus Hänsch                           | 1938          | Bundesgebiet           | SPD    | SPE      | Parlamentspräsident von 1994 bis 1997                   |
|      | Jutta Haug                             | 1951          | Bundesgebiet           | SPD    | SPE      |                                                         |
|      | Renate Heinisch                        | 1937          | Baden-Württemberg      | CDU    | EVP      |                                                         |
|      | Magdalene Hoff                         | 1940–2017     | Bundesgebiet           | SPD    | SPE      |                                                         |
|      | Karsten Friedrich Hoppenstedt          | 1937          | Niedersachsen          | CDU    | EVP      |                                                         |
|      | Georg Jarzembowski                     | 1947          | Hamburg                | CDU    | EVP      |                                                         |
|      | Karin Jöns                             | 1953          | Bundesgebiet           | SPD    | SPE      |                                                         |
|      | Karin Junker                           | 1940          | Bundesgebiet           | SPD    | SPE      |                                                         |
|      | Hedwig Keppelhoff-Wiechert             | 1939          | Nordrhein-Westfalen    | CDU    | EVP      |                                                         |
|      | Heinz Kindermann                       | 1942          | Bundesgebiet           | SPD    | SPE      |                                                         |
|      | Peter Kittelmann                       | 1936–2003     | Berlin                 | CDU    | EVP      |                                                         |
|      | Christa Klaß                           | 1951          | Rheinland-Pfalz        | CDU    | EVP      |                                                         |
|      | Dieter-Lebrecht Koch                   | 1953          | Thüringen              | CDU    | EVP      |                                                         |
|      | Christoph Konrad                       | 1957          | Nordrhein-Westfalen    | CDU    | EVP      |                                                         |
|      | Constanze Krehl                        | 1956          | Bundesgebiet           | SPD    | SPE      |                                                         |
|      | Wolfgang Kreissl-Dörfler               | 1950          | Bundesgebiet           | Grüne  | Grüne    |                                                         |
|      | Wilfried Kuckelkorn                    | 1943          | Bundesgebiet           | SPD    | SPE      |                                                         |
|      | Annemarie Kuhn                         | 1937          | Bundesgebiet           | SPD    | SPE      |                                                         |
|      | Helmut Kuhne                           | 1949          | Bundesgebiet           | SPD    | SPE      |                                                         |
|      | Bernd Lange                            | 1955          | Bundesgebiet           | SPD    | SPE      |                                                         |
|      | Werner Langen                          | 1949          | Rheinland-Pfalz        | CDU    | EVP      |                                                         |
|      | Brigitte Langenhagen                   | 1939          | Niedersachsen          | CDU    | EVP      |                                                         |
|      | Klaus-Heiner Lehne                     | 1957          | Rheinland-Pfalz        | CDU    | EVP      |                                                         |
|      | Marlene Lenz                           | 1932          | Nordrhein-Westfalen    | CDU    | EVP      |                                                         |
|      | Peter Liese                            | 1965          | Nordrhein-Westfalen    | CDU    | EVP      |                                                         |
|      | Rolf Linkohr                           | 1941–2017     | Bundesgebiet           | SPD    | SPE      |                                                         |
|      | Günter Lüttge                          | 1938–2000     | Bundesgebiet           | SPD    | SPE      |                                                         |
|      | Kurt Malangré                          | 1934–2018     | Nordrhein-Westfalen    | CDU    | EVP      |                                                         |
|      | Erika Mann                             | 1950          | Bundesgebiet           | SPD    | SPE      |                                                         |
|      | Thomas Mann                            | 1946          | Hessen                 | CDU    | EVP      |                                                         |
|      | Xaver Mayer                            | 1938          | Bayern                 | CSU    | EVP      |                                                         |
|      | Winfried Menrad                        | 1939–2016     | Baden-Württemberg      | CDU    | EVP      |                                                         |
|      | Peter Mombaur                          | 1938–2021     | Nordrhein-Westfalen    | CDU    | EVP      |                                                         |
|      | Edith Müller                           | 1949          | Bundesgebiet           | Grüne  | Grüne    |                                                         |
|      | Hartmut Nassauer                       | 1942          | Niedersachsen          | CDU    | EVP      |                                                         |
|      | Doris Pack                             | 1942          | Saarland               | CDU    | EVP      |                                                         |
|      | Helwin Peter                           | 1941          | Bundesgebiet           | SPD    | SPE      |                                                         |
|      | Willi Piecyk                           | 1948–2008     | Bundesgebiet           | SPD    | SPE      |                                                         |
|      | Bernd Posselt                          | 1956          | Bayern                 | CSU    | EVP      |                                                         |
|      | Hans-Gert Pöttering                    | 1945          | Niedersachsen          | CDU    | EVP      |                                                         |
|      | Godelieve Quisthoudt-Rowohl            | 1947          | Niedersachsen          | CDU    | EVP      |                                                         |
|      | Christa Randzio-Plath                  | 1940          | Bundesgebiet           | SPD    | SPE      |                                                         |
|      | Bernhard Rapkay                        | 1951          | Bundesgebiet           | SPD    | SPE      |                                                         |
|      | Klaus Rehder                           | 1943          | Bundesgebiet           | SPD    | SPE      |                                                         |
|      | Günter Rinsche                         | 1930–2019     | Nordrhein-Westfalen    | CDU    | EVP      |                                                         |
|      | Dagmar Roth-Behrendt                   | 1953          | Bundesgebiet           | SPD    | SPE      |                                                         |
|      | Mechthild Rothe                        | 1947          | Bundesgebiet           | SPD    | SPE      |                                                         |
|      | Willi Rothley                          | 1943          | Bundesgebiet           | SPD    | SPE      |                                                         |
|      | Jannis Sakellariou                     | 1939–2019     | Bundesgebiet           | SPD    | SPE      |                                                         |
|      | Detlev Samland                         | 1953–2009     | Bundesgebiet           | SPD    | SPE      |                                                         |
|      | Axel Schäfer                           | 1952          | Bundesgebiet           | SPD    | SPE      |                                                         |
|      | Edgar Schiedermeier                    | 1936          | Bayern                 | CSU    | EVP      |                                                         |
|      | Ursula Schleicher                      | 1933          | Bayern                 | CSU    | EVP      |                                                         |
|      | Gerhard Schmid                         | 1946          | Bundesgebiet           | SPD    | SPE      |                                                         |
|      | Barbara Schmidbauer                    | 1937          | Bundesgebiet           | SPD    | SPE      |                                                         |
|      | Horst Schnellhardt                     | 1946          | Sachsen-Anhalt         | CDU    | EVP      |                                                         |
|      | Jürgen Schröder                        | 1940          | Sachsen                | CDU    | EVP      |                                                         |
|      | Elisabeth Schroedter                   | 1959          | Bundesgebiet           | Grüne  | Grüne    |                                                         |
|      | Martin Schulz                          | 1955          | Bundesgebiet           | SPD    | SPE      |                                                         |
|      | Konrad Schwaiger                       | 1935–2021     | Baden-Württemberg      | CDU    | EVP      |                                                         |
|      | Irene Soltwedel-Schäfer                | 1955          | Bundesgebiet           | Grüne  | Grüne    |                                                         |
|      | Ulrich Stockmann                       | 1951          | Bundesgebiet           | SPD    | SPE      |                                                         |
|      | Christof Tannert                       | 1946–2019     | Bundesgebiet           | SPD    | SPE      |                                                         |
|      | Wilfried Telkämper                     | 1953          | Bundesgebiet           | Grüne  | Grüne    |                                                         |
|      | Diemut Theato                          | 1937          | Baden-Württemberg      | CDU    | EVP      |                                                         |
|      | Stanislaw Tillich                      | 1959          | Sachsen                | CDU    | EVP      |                                                         |
|      | Wolfgang Ullmann                       | 1929–2004     | Bundesgebiet           | Grüne  | Grüne    |                                                         |
|      | Ralf Walter                            | 1958          | Bundesgebiet           | SPD    | SPE      |                                                         |
|      | Barbara Weiler                         | 1946          | Bundesgebiet           | SPD    | SPE      |                                                         |
|      | Rosemarie Wemheuer                     | 1950          | Bundesgebiet           | SPD    | SPE      |                                                         |
|      | Rainer Wieland                         | 1957          | Baden-Württemberg      | CDU    | EVP      | Am 10. Oktober 1997 für Siegbert Alber nachgerückt      |
|      | Karl von Wogau                         | 1941          | Baden-Württemberg      | CDU    | EVP      |                                                         |
|      | Frieder Otto Wolf                      | 1943          | Bundesgebiet           | Grüne  | Grüne    |                                                         |
|      | Wilmya Zimmermann                      | 1944          | Bundesgebiet           | SPD    | SPE      |                                                         |

## Ausgeschiedene Abgeordnete
| Bild | Name                  | Lebens- daten | Wahlkreis         | Partei | Fraktion | Kommentar                                                |
| ---- | --------------------- | ------------- | ----------------- | ------ | -------- | -------------------------------------------------------- |
|      | Siegbert Alber        | 1936–2021     | Baden-Württemberg | CDU    | EVP      | Ausgeschieden am 6. Oktober 1997                         |
|      | Marlies Mosiek-Urbahn | 1946          | Hessen            | CDU    | EVP      | Ausgeschieden am 22. April 1999                          |
|      | Claudia Roth          | 1955          | Bundesgebiet      | Grüne  | Grüne    | Fraktionsvorsitzende; Ausgeschieden am 18. November 1998 |
|      | Heinke Salisch        | 1941          | Bundesgebiet      | SPD    | SPE      | Ausgeschieden am 1. Februar 1996                         |